# Kerk van Vriescheloo
De Hervormde kerk van Vriescheloo is een eenvoudige zaalkerk uit de achttiende eeuw in het dorp Vriescheloo in de Nederlandse provincie Groningen.

## Beschrijving

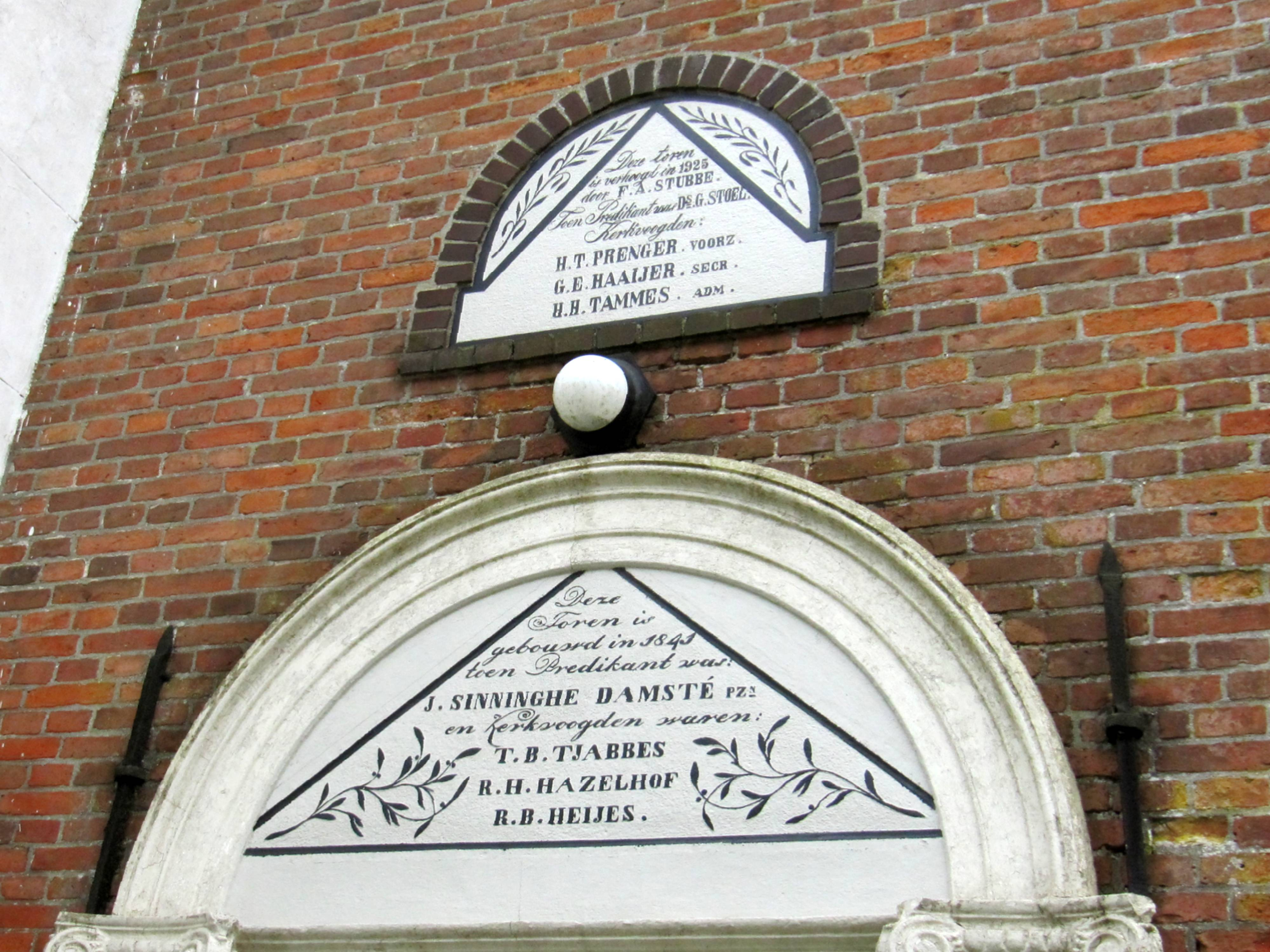
Boven de ingang van de toren

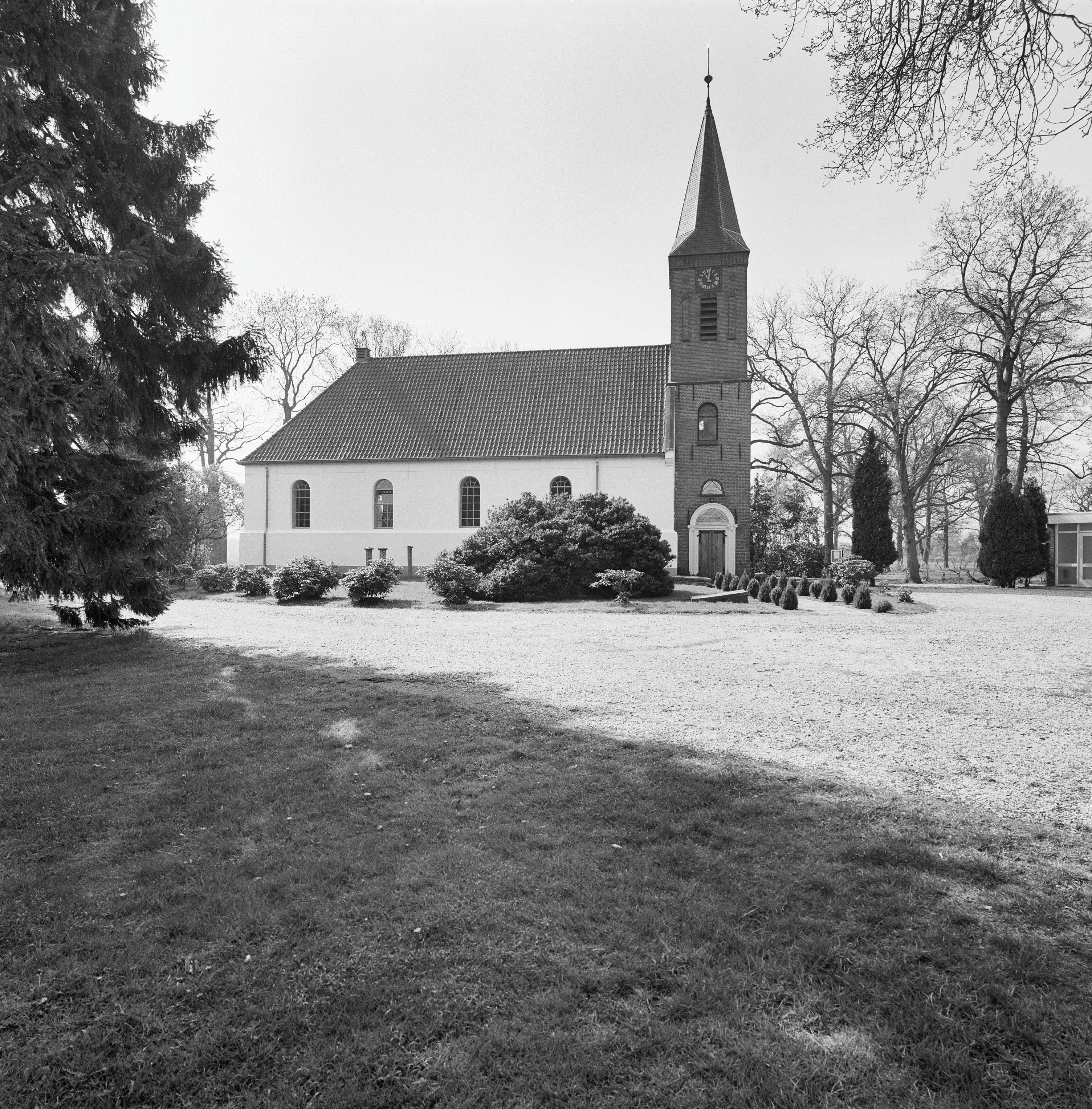
Zijaanzicht noordgevel

De kerk werd in 1717 gebouwd ter vervanging van een middeleeuwse voorganger die in 1672 werd verwoest door de troepen van de bisschop van Münster. Deze voorganger werd in de 20e eeuw opgegraven door Van Giffen, die de kerk dateerde in de 15e eeuw. Andere auteurs dateren deze voorganger op basis van de gevonden koorsporen op de 12e of 13e eeuw.
De kerktoren, met een luidklok uit 1679, kwam gereed in 1842. Tot dan hing de klok in een houten klokkenstoel.
Opmerkelijk in de kerk is een zeer oude preekstoel uit 1560 die waarschijnlijk uit de oudere kerk komt.
Het tweeklaviers kerkorgel uit 1993 is vervaardigd door de orgelbouwer S. de Wit.